# Москвич (тип речных судов)

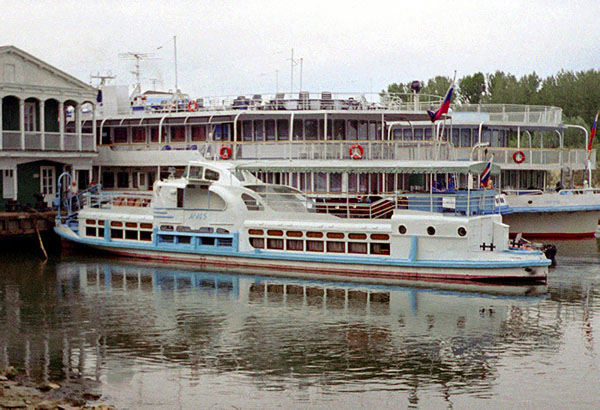
«Москвич» М-145 на Оке в Рязани

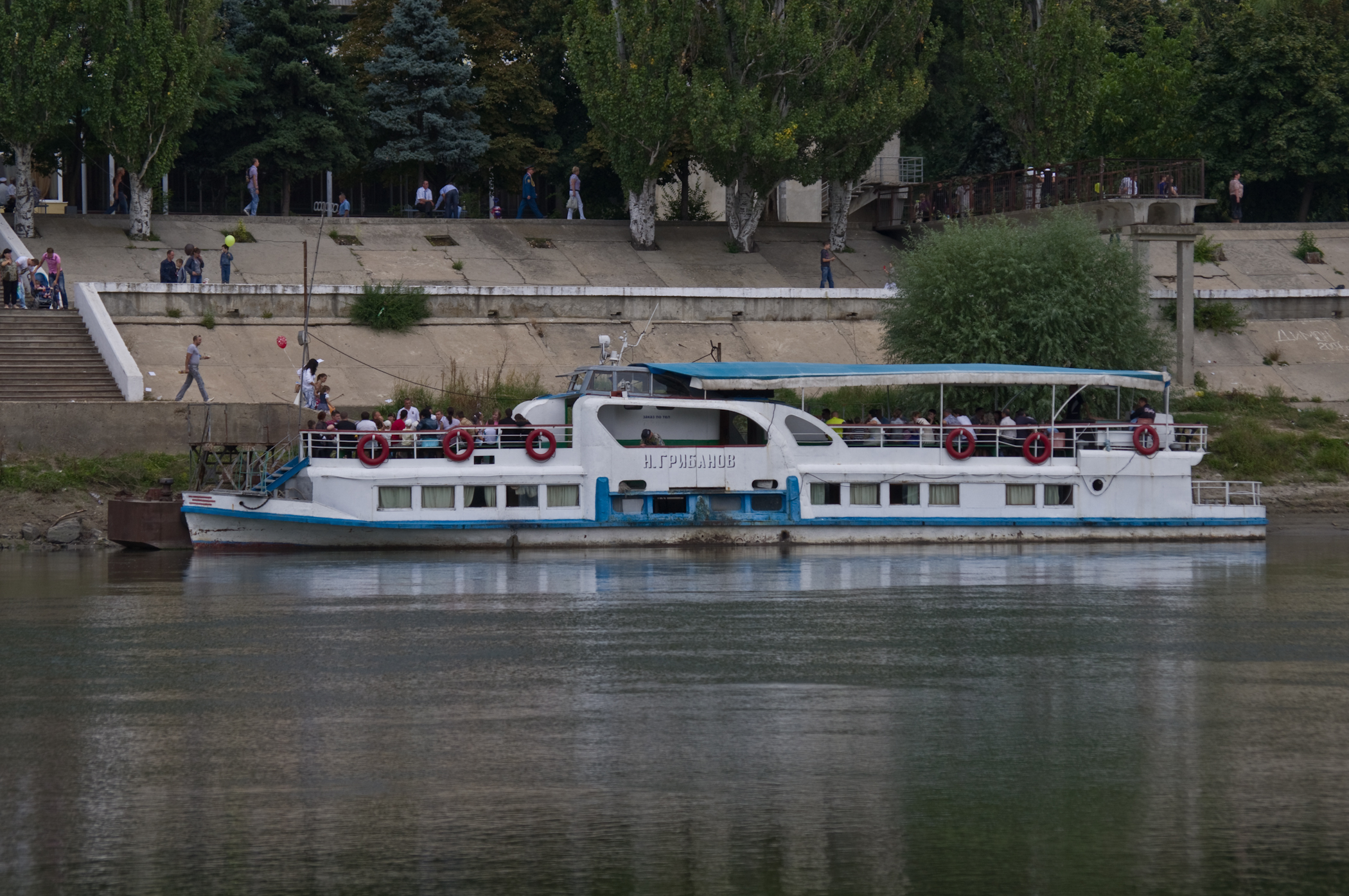
Бендерский «Москвич» на Днестре в Тирасполе

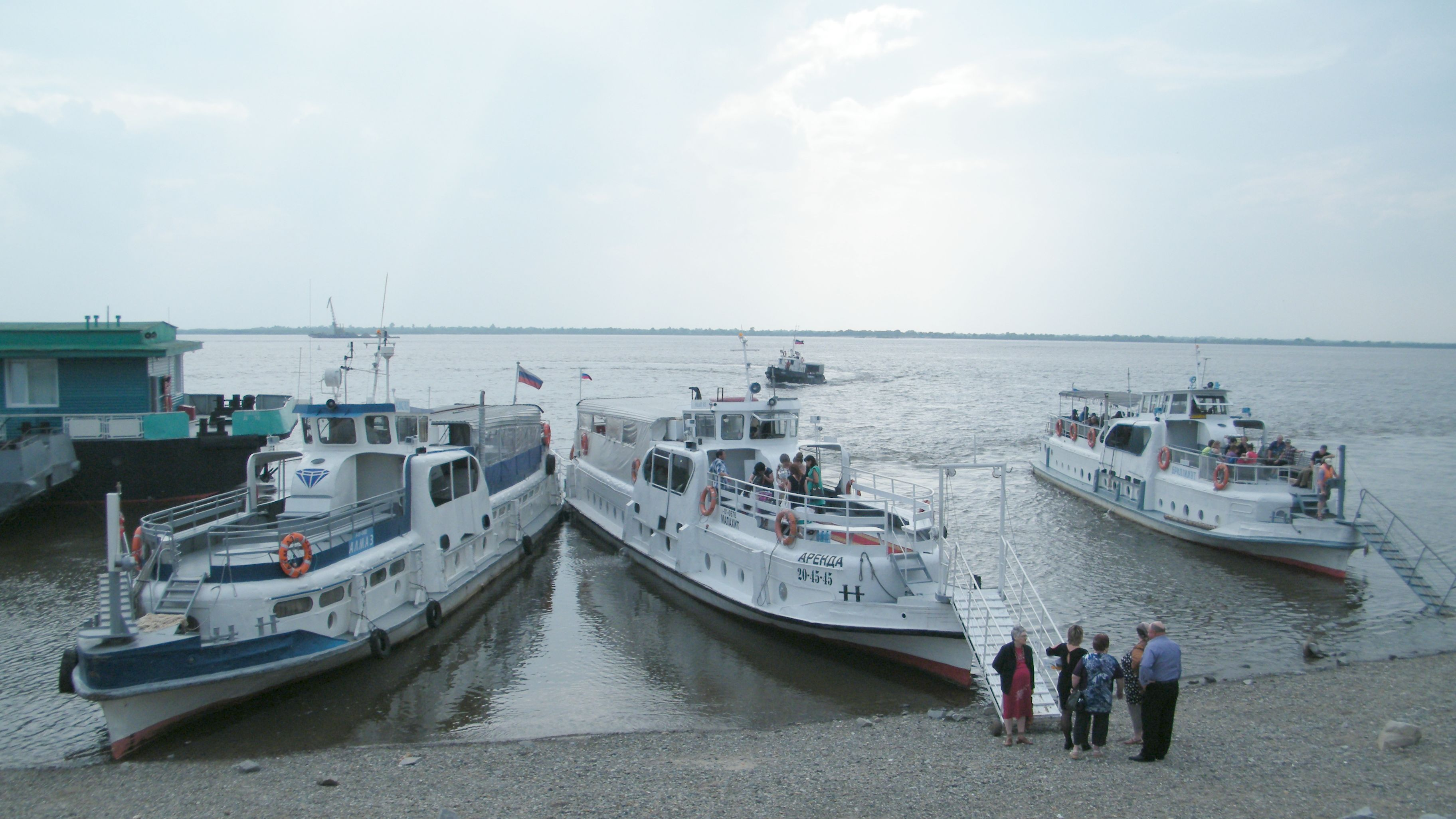
«Алмаз», «Бриллиант» и «Малахит» на Амуре

«Надежда-2» на реке Томь в Томске

«Москви́ч» (проекты 515, 544) — серия прогулочных речных теплоходов (речных трамваев).

## История
Теплоходы «Москвич» начали выпускать в 1948 году на Московском судоремонтно-судостроительном заводе (крупносерийное производство с 1949 года). Строительство этих судов продолжалось в течение ещё трёх десятилетий на разных заводах. В общей сложности было построено более пятисот судов этого типа.
«Москвичи» не везде получали собственные названия, для их идентификации чаще использовалась комбинация из буквы «М» и порядкового номера судна, например М-270. Суда Амурского речного пароходства носят названия драгоценных камней: «Алмаз», «Нефрит», «Малахит» и так далее, Днестровского речного пароходства — в основном названия союзных республик: «Молдавия», «Латвия», «Туркмения» и так далее. В 1990-е годы некоторые «Москвичи», проданные частным владельцам, также получили собственные имена.
Теплоходы этого типа эксплуатировались в основном как прогулочно-экскурсионные суда, а также в режиме общественного транспорта. И в настоящее время (2011) многие из этих судов находятся в эксплуатации, несмотря на то, что многие из них уже перешагнули 50-летний рубеж (например, один из теплоходов, курсирующих на линии Коломенское-Марьино, — 1957 года постройки). Встречаются и суда возрастом 60 лет, например «Быстрый» (1952 года выпуска) в Бийске был выведен из эксплуатации лишь в 2012 году, однако продолжает оставаться на плаву в холодном отстое и в 2021 году.

## Основные характеристики
- Длина габаритная: 27,25 м
- Длина расчетная: 24,80 м
- Ширина габаритная: 4,80 м
- Ширина расчетная: 4,45 м
- Осадка расчетная без пассажиров с полным запасом топлива: 0,77 м
- Осадка расчетная в полном грузу: 0,89 м
- Высота борта: 1,4 м
- Высота от ОП: 5,08 м
- Скорость: 17-20 км/ч
- Пассажировместимость: до 150 человек
- Мощность двигателя:
  - 150 л. с. (двигатель 6ЧСП 15/18 или ЗД6);

В последнее время двигатель 3Д6 на ряде судов заменяют на:
- ЯМЗ-236 (150-180 л. с.) или
- ЯМЗ-238 (200-240 л. с.).

## Модификации

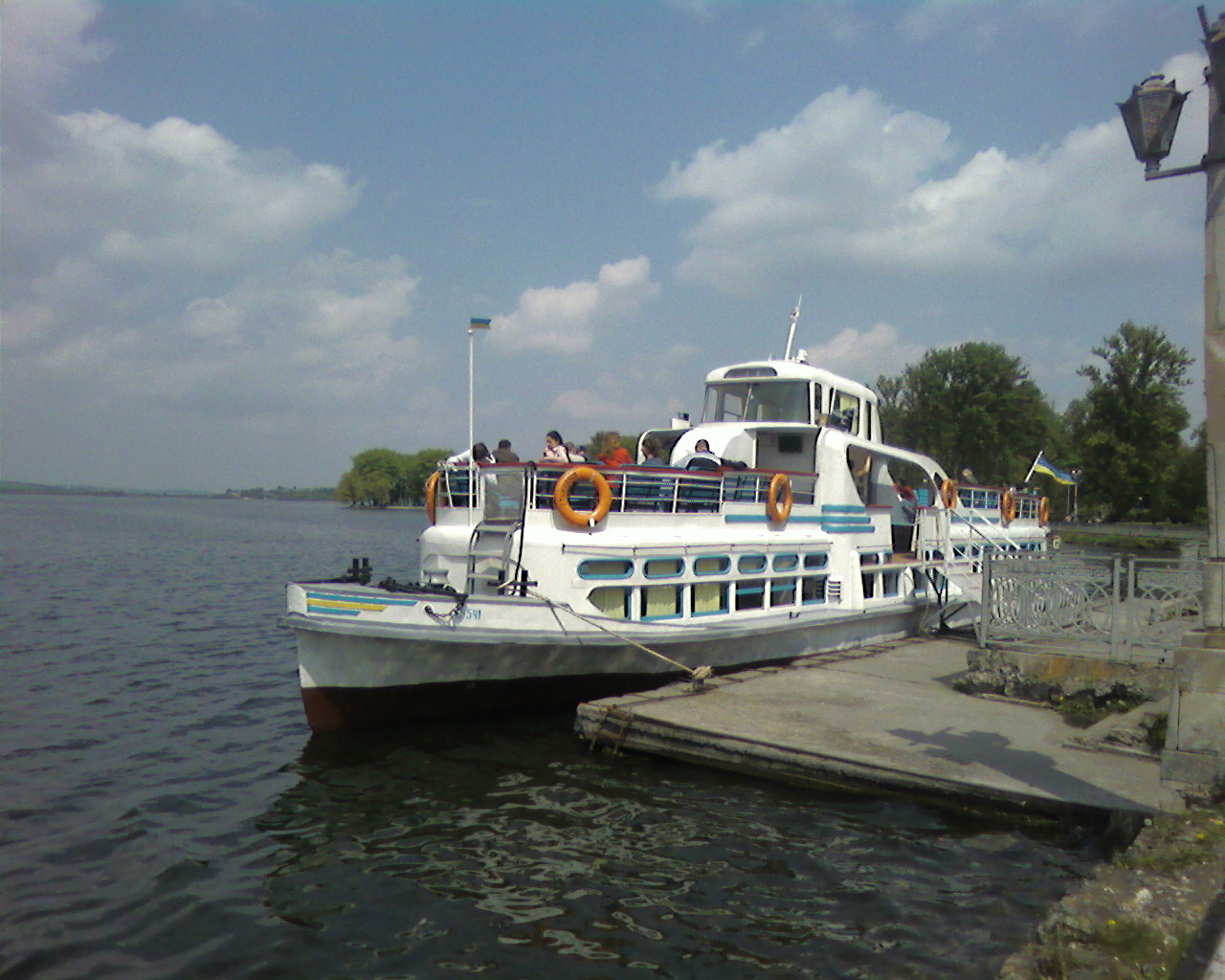
Теплоход «Ян Амор Тарновский» (С-541) на Тернопольском пруду

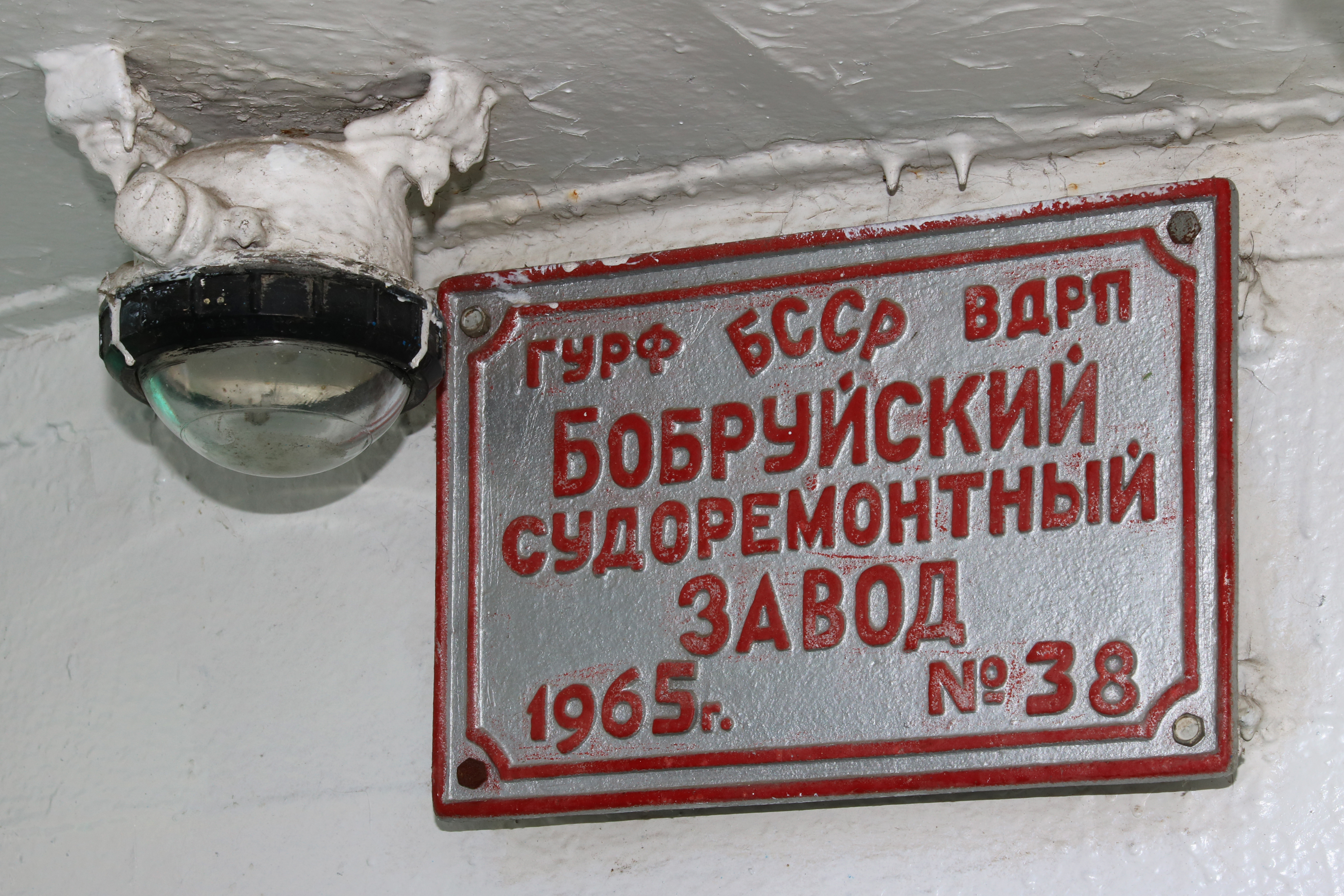
Заводская табличка теплохода «Ляля Ратушна»

Кроме Москвы, суда этого типа строились в Херсоне, Тюмени, в посёлках Самусь близ Томска и Листвянка на Байкале, а также в Благовещенске, Каунасе (Литва) и Бобруйске (Белоруссия). Суда херсонской, самусьской и благовещенской постройки получали обозначение «тип ПТ» (например «ПТ-150»), хотя они по сути ничем не отличались от московских «Москвичей» и строились по тому же проекту (проект 544). Тюменские «Москвичи» обозначались буквой «Т». Суда бобруйской постройки обозначались литерой «С».
Для повышения безопасности, на некоторых «Москвичах» сибирской и дальневосточной постройки вместо окон салонов стали устанавливать иллюминаторы.
Суда с обозначением «ПТ» следует отличать от открытых судов для переправ, также получавших обозначения «ПТ».
В Бобруйске специализировались на выпуске мелкосидящей модификации «Москвича» для рек и озёр Белоруссии и Украины. Суда этой разновидности можно встретить в Виннице («Ляля Ратушна» и «Н. И. Пирогов»), Тернопольском пруду («Ян-Амор Тарновский»).
Литовские «Москвичи» строились как в обычном исполнении, так и мелкосидящие. Например на реке Неман в Литве работает обычный «Tolstojus» («Лев Толстой»), в Гродно — мелкосидящая «Ольга Соломова». «Москвичи» Каунасской постройки работали также на Русском Севере (серия от М-41 до М-45) и в Латвии (серия «Неман»).
Несколько судов московской постройки попало в Эстонию в Тарту и позднее в Нарву: M-84, M-258, M-282 Pegasus, «Правда», и на обслуживании пассажирской линии Нарва — Нарва-Йыэсуу — Ванакюла, а затем линии Нарва — Нарва-Йыэсуу был задействован теплоход под эстонским флагом М-206 Lydia Koidula.
В Ленинграде на Невском судостроительно-судоремонтном заводе выпускалась версия «Москвичей», отличавшаяся уменьшенным габаритом по высоте. Эти суда имели обозначение «Л» (например, Л-14) и известны как тип «Ленинградец», проект 564. В отличие от «Москвичей», «Ленинградцы» не имеют на крыше открытой палубы со скамейками; рулевая рубка у «Ленинградца» расположена ниже, чем у «Москвича». Соответственно, у «Москвича» выход на причал находится приблизительно на уровне этой открытой палубы (что видно на приведённых здесь фотографиях), а у «Ленинградца» — ниже, то есть почти на уровне основного салона.

## «Москвич» в кинематографе
[значимость факта?]
Будучи довольно распространённым типом судов, теплоходы этого типа неоднократно попадали в кадр при съёмке художественных фильмов:
- «В добрый час!» — 1956 год, теплоход М-82.
- «Когда играет клавесин» — 1966 год, теплоход М-242
- «Три тополя на Плющихе» — 1967 год, теплоходы М-250, М-184, М-182.
- «Ошибка резидента» — 1968 год, т/х «Дружба».
- «Чучело» — 1983 год, теплоход М-270.
- «Не послать ли нам гонца?» — 1998 год.
- «Московская сага» — 2004 год, теплоход М-33.
- «Ночной дозор» — теплоход М-43.

## «Москвич» в стендовом моделизме
Фирма по производству стендовых моделей "Pas-Model" выпускает сборную модель данного теплохода из эпоксидной смолы в масштабе 1/144[значимость факта?].

## Катастрофы
- 6 октября 1968 года в Чебоксарах на Волге после столкновения с рефрижератором затонул теплоход М-176 Волжского объединённого пароходства. Погибло 50 человек, 1 пропал без вести, пострадали 10[5].

- 29.5.2019 21:05 теплоход Hableány затонул в Дунае в Будапеште, 7 удалось спасти, 28 погибло[6].